# 카모노하시 론의 금단추리
카모노하시 론의 금단추리(일본어: 鴨乃橋ロンの禁断推理)은 아마노 아키라가 쓰고 그림을 그린 일본 만화 시리즈이다. 2020년 10월부터 슈에이샤의 소년 점프+에 연재되었으며, 낱권책은 2024년 6월 기준 14권까지 나왔다. 슈에이샤는 또한 이 시리즈를 만화 플러스 앱과 웹 사이트에서 영어와 스페인어로 동시에 무료로 게시하고 있다. 디오미디어가 각색한 애니메이션 TV 시리즈는 2023년 10월 2일부터 12월 25일까지 방영되었다. 두 번째 시즌은 2024년 10월 7일부터 12월 30일까지 방영했다. 대한민국에서는 투니버스에서 방영했다.

## 전제
이 시리즈는 괴짜 탐정 론 가모노하시와 미숙련 경찰관 잇시키 토토마루가 함께 범죄를 해결하는 모험에 초점을 맞추고 있다. 5년 전, 론은 탐정 양성학교 BLUE의 최고 학생이었다. 그러나 어느 치명적인 사건에 대해 일시적인 정신 이상으로 책임이 있다는 사실이 밝혀진 후 탐정 면허가 취소되고 추방되었다. 미스터리를 해결하려는 자신의 유일한 사랑을 이루지 못한 론은 그 이후로 고립되어 살아왔다. 토토마루가 사건에 대해 도움을 구하면 두 사람은 론이 해결한 사건의 공로를 토토마루가 가져가는 파트너십을 형성한다.